# Therlinya kiah
Espèce
Therlinya kiah est une espèce d'araignées aranéomorphes de la famille des Stiphidiidae.

## Distribution
Cette espèce est endémique d'Australie. Elle se rencontre dans l'Est de la Nouvelle-Galles du Sud et du Victoria.

## Description
Le mâle holotype mesure 7,47 mm et la femelle paratype 7,39 mm.

## Étymologie
Son nom d'espèce lui a été donné en référence au lieu de sa découverte, Kiah.

## Publication originale
- Gray & Smith, 2002 : Therlinya, a new genus of spiders from eastern Australia (Araneae: Amaurobioidea). Records of the Australian Museum, vol. 54, p. 293-312 (texte intégral).